# اگل، سوئیس
شهر اگل  در بخش اگل در ایالت وو در کشور سوئیس واقع شده‌است که ۷٬۶۰۰ نفر  جمعیت دارد.

## نگارخانه

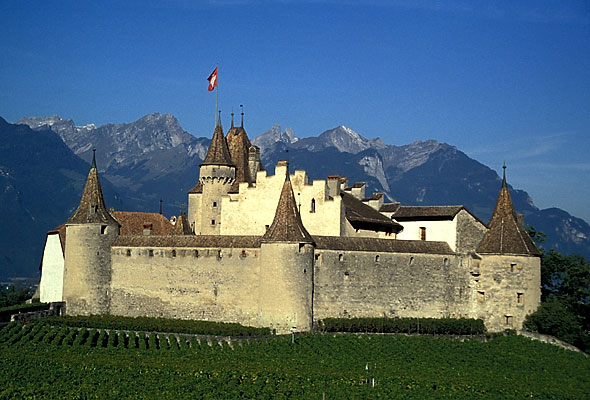
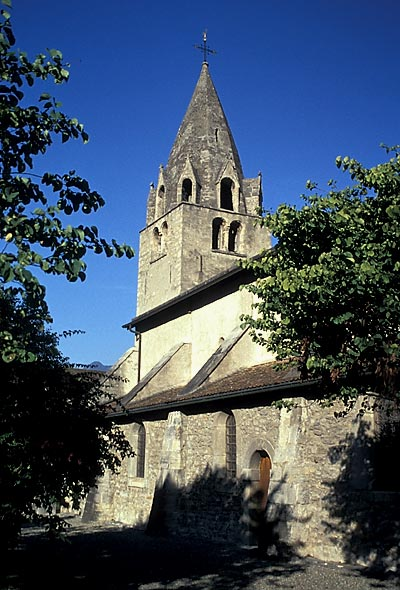